# Horticja
Horticja (ukránul: Хортиця) a Dnyeper legnagyobb szigete, amely Ukrajna Zaporizzsjai területén, Zaporizzsja város közigazgatási határain belül található. A sziget területe kb. 3000 ha, 12,5 km hosszú, legnagyobb szélessége 2,5 km. A sziget teljes területe alkotja a Horticjai nemzeti parkot. A sziget északi része magasabb és sziklás, míg a déli területe alacsonyabban fekszik és áradáskor gyakran víz alá kerül. Felszínét füves sztepp alkotja.
A sziget északi részén volt a Dnyeperi zúgóinak utolsó tagja. A zúgók azonban a folyó duzzasztásával eltűntek. A szigettől északra helyezkedik el a Dnyeperi vízerőmű.
A sziget és környéke fontos szerepet játszott az ukrán kozákság történetében. A Horticja sziget mellett elhelyezkedő Kis-Horticja (napjainkban: Bajda) szigeten helyezkedett el 1556–1557-ben zaporizzsjai kozákok katonai és politikai központja, a szics.
A sziget északi részén található a Zaporizzsja Kozák Múzeum, amely egy erődített kozák település rekonstrukciója.